# Efnisien
Efnisien, auch Efnisyen [ev'nisjen] oder Ev-Nissyen (kymrisch: „der Nichtfriedfertige“, „der Streitsüchtige“) ist in der keltischen Mythologie der Sohn von Penarddun und Euroswydd. Sein Zwillingsbruder ist der friedfertige Nissyen, seine Halbgeschwister sind Bran der Gesegnete, Branwen und Manawydan. Die Sage Branwen ferch Llŷr („Branwen, die Tochter Llŷrs“) ist im Zweiten Zweig des Mabinogi aufgezeichnet.

## Mythologie
Matholwch, der König von Irland, kommt zu Bran, dem König von Britannien, um ihn um die Hand seiner Schwester Branwen zu bitten. Branwens Halbbruder Efnisien ist erbost, dass er nicht um Erlaubnis gefragt wurde. Aus Rache massakriert er Matholwchs Pferde, wodurch es fast zum Kampf kommt. 
Und dann ging er hin zu den Pferden, zerschnitt ihre Lippen bis auf die Zähne, ihre Ohren bis auf den Kopf und ihre Schweife bis auf den Rücken. und wo er ihre Augenlider zu fassen bekam, zerschnitt er sie bis auf die Knochen.
Bran schafft es, die erhitzten Gemüter wieder zu beruhigen, indem er den Iren unter anderem neue Pferde und eine Kessel schenkt, der Tote wieder zum Leben erweckt.

Efnisien sprengt den Wunderkessel

Matholwch heiratet Branwen und zusammen reisen sie nach Irland, wo ihr Sohn Gwern zur Welt kommt. Trotzdem ist die Ehe nicht glücklich und als seine Untertanen vom Massaker Efnisiens an den Pferden erfahren, verbannt Matholwch Branwen in die Küche, wo sie hart arbeiten muss und geschlagen wird. Entsetzt über das Schicksal seiner Schwester, sammelt Bran seine Männer um sich und zieht nach Irland. Als die Nachricht von einem wandernden Berg in der Irischen See Matholwch erreicht, bekommt er Angst, denn er ahnt, dass es der Riese Bran ist, der durch die See wandert. Um ihn zu beruhigen, lässt er einen Palast bauen, der erstmals groß genug für den Riesen ist. Zudem verspricht er, seinen Sohn Gwern zum König zu machen.
Bei einer Feier im neugebauten Palast verstecken sich irische Adelige, die mit dem Lauf der Dinge nicht einverstanden sind, in Mehlsäcken, um die Waliser zu überwältigen. Efnisien ahnt ihren Plan und erstickt die Männer in den Säcken, doch als er seinen Neffen Gwern ins Feuer wirft, bricht der Kampf aus. Efnisien stirbt bei der Zerstörung des Wunderkessels, der die gefallenen Iren immer wieder zum Leben erweckt. Er springt hinein und dehnt sich so sehr aus, dass der Kessel mit ihm zusammen zerplatzt. Bran wird tödlich verwundet und Matholwch fällt ebenfalls im Kampf. Schließlich überleben nur sieben Waliser und fünf schwangere irische Frauen, deren Kinder das Land neu bevölkern. Die Waliser kehren mit Branwen und dem abgeschlagenen Haupt Brans in die Heimat zurück.